# Olympische Jugend-Winterspiele 2024/Nordische Kombination
Bei den IV. Olympischen Jugend-Winterspielen 2024 in Gangwon fanden drei Wettbewerbe in der Nordische Kombination statt. Neben jeweils einem Einzelwettbewerb für Jungen und Mädchen fand auch ein Mixed-Wettbewerb statt. Austragungsorte waren das Alpensia Ski Jumping Centre sowie das Alpensia Cross-Country Skiing Centre. Erstmals wurden ein Mixed-Teamwettbewerb der Nordischen Kombination ausgetragen werden. Gestrichen wurde hingegen das disziplinenübergreifende Mixed Team Nordic.

## Qualifikation
Jedes Nationale Olympische Komitee (NOK) konnte bis zu 2 Athleten pro Einzelwettkampf melden. Teilnahmeberechtigt waren Athleten, die zwischen dem 1. Januar 2006 und dem 31. Dezember 2008 geboren wurden.
Alle NOKs die sich bei der Marc Hodler Trophäe der Nordische Junioren-Skiweltmeisterschaften 2023 platziert hatten, sowie das Gastgeberland Südkorea, hatten Anspruch auf je zwei Athleten pro Einzelwettkampf.
Alle verbleibenden Quotenplätze wurden an die noch nicht qualifizierten NOKs mit maximal einem Athleten pro Geschlecht und pro NOK entsprechend der Platzierung der jeweiligen NOK-Athleten in der Nordischen Kombination der Männer oder Frauen bei den FIS Nordischen Junioren-Skiweltmeisterschaften 2023 verteilt, bis die maximale Quote von 32 Männern und 32 Frauen erreicht war.
Wenn es nicht zugeteilte Quoten gegeben hätte, hätte die FIS die Junior Continental Cups als Referenzrangliste gewählt.
Um am Teamwettbewerb teilnehmen zu können, mussten die NOKs in der Lage sein, zwei männliche und zwei weibliche Athleten aufzustellen, die sich bereits qualifiziert hatten.
Folgende Nationen hatten sich für die Wettkämpfe qualifiziert:
| NOK                | Männer | Frauen | Gesamt |
| ------------------ | ------ | ------ | ------ |
| Deutschland        | 2      | 2      | 4      |
| Estland            | 2      | 0      | 2      |
| Finnland           | 2      | 2      | 4      |
| Frankreich         | 2      | 2      | 4      |
| Italien            | 2      | 2      | 4      |
| Japan              | 2      | 2      | 4      |
| Kasachstan         | 0      | 1      | 1      |
| Norwegen           | 2      | 2      | 4      |
| Österreich         | 2      | 2      | 4      |
| Polen              | 2      | 2 0    | 2      |
| Schweiz            | 2      | 1      | 3      |
| Slowakei           | 2      | 0      | 2      |
| Slowenien          | 2      | 2      | 4      |
| Südkorea           | 2 0    | 2 0    | 0      |
| Tschechien         | 2      | 2      | 4      |
| Ukraine            | 2      | 0      | 2      |
| Vereinigte Staaten | 2      | 2      | 4      |
| Gesamt: 17 NOKs    | 31     | 21     | 52     |

## Zeitplan
| Zeitplan Nordische Kombination            | Zeitplan Nordische Kombination | Zeitplan Nordische Kombination | Zeitplan Nordische Kombination | Zeitplan Nordische Kombination | Zeitplan Nordische Kombination |
| Wettbewerbe                               | Januar                         | Januar                         | Januar                         | Januar                         | Januar                         |
| Wettbewerbe                               | 28.                            | 29.                            | 29.                            | 30.                            | 31.                            |
| ----------------------------------------- | ------------------------------ | ------------------------------ | ------------------------------ | ------------------------------ | ------------------------------ |
| Männer                                    |                                |                                |                                |                                |                                |
| Gundersen Normalschanze / 6 km            |                                |                                |                                |                                |                                |
| Frauen                                    |                                |                                |                                |                                |                                |
| Gundersen Normalschanze / 4 km            |                                |                                |                                |                                |                                |
| Mixed                                     |                                |                                |                                |                                |                                |
| Team Gundersen Normalschanze / 4 × 3,3 km |                                |                                |                                |                                |                                |
| Entscheidungen                            | 0                              | 0                              | 2                              | 0                              | 1                              |

|  | Training |  | Medaillenentscheidung |

## Bilanz

### Medaillenspiegel
| Platz  | Land        | Gold | Silber | Bronze | Gesamt |
| ------ | ----------- | ---- | ------ | ------ | ------ |
| 1      | Finnland    | 2    | –      | –      | 2      |
| 2      | Österreich  | 1    | –      | –      | 1      |
| 3      | Slowenien   | –    | 2      | 1      | 3      |
| 4      | Italien     | –    | 1      | 1      | 2      |
| 5      | Deutschland | –    | –      | 1      | 1      |
| Gesamt | Gesamt      | 3    | 3      | 3      | 9      |

### Medaillengewinner
| Disziplin                                 | Gold                                                                | Silber                                                            | Bronze                                                           |
| ----------------------------------------- | ------------------------------------------------------------------- | ----------------------------------------------------------------- | ---------------------------------------------------------------- |
| Männer                                    |                                                                     |                                                                   |                                                                  |
| Gundersen Normalschanze / 6 km            | Andreas Gfrerer (AUT)                                               | Manuel Senoner (ITA)                                              | Jonathan Gräbert (GER)                                           |
| Frauen                                    |                                                                     |                                                                   |                                                                  |
| Gundersen Normalschanze / 4 km            | Minja Korhonen (FIN)                                                | Teja Pavec (SLO)                                                  | Tia Malovrh (SLO)                                                |
| Mixed                                     |                                                                     |                                                                   |                                                                  |
| Team Gundersen Normalschanze / 4 × 3,3 km | FinnlandEemeli Kurttila Heta Hirvonen Minja Korhonen Peter Raisanen | SlowenienAljaz Janhar Tia Malovrh Teja Pavec Lovro Percl Serucnik | ItalienBryan Venturini Giada Delugan Anna Senoner Manuel Senoner |